# Kurt Georg Kiesinger

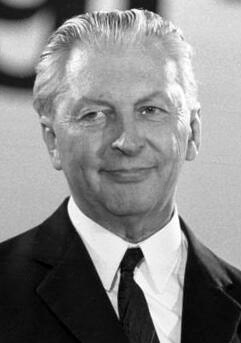
Kurt Georg Kiesinger, 1969

Kurt Georg Kiesinger (* 6. April 1904 in Ebingen, Königreich Württemberg; † 9. März 1988 in Tübingen) war ein deutscher Politiker (CDU) und von 1966 bis 1969 dritter Bundeskanzler der Bundesrepublik Deutschland. Kiesinger war Rechtsanwalt und privater juristischer Rechtslehrer (Repetitor). In der NS-Zeit war er ab 1933 NSDAP-Mitglied. Ab 1940 arbeitete er als Angestellter im Auswärtigen Amt, zuletzt als stellvertretender Leiter der Rundfunkabteilung. Nach 1945 wurde er Politiker als Mitglied der CDU. Er war von 1958 bis 1966 Ministerpräsident von Baden-Württemberg, anschließend von 1966 bis 1969 Bundeskanzler und von 1967 bis 1971 Bundesvorsitzender der CDU. Kiesinger war der erste deutsche Bundeskanzler, der mit einer Großen Koalition regierte. In seine Amtszeit fielen die Einführung der Notstandsgesetze sowie Gesetze, die zur Verjährung von NS-Kriegsverbrechen führten (Art. 1 Ziffer 6 EGOWiG, Verjährungsskandal), und die Hauptphase der Außerparlamentarischen Opposition. Seine frühere Karriere im Staatsapparat des NS-Regimes wurde während seiner Zeit als Politiker in der Bundesrepublik wiederholt öffentlich kritisiert.

## Leben

### Kindheit, Jugend und Ausbildung
Kiesinger entstammte einem „aufstiegsorientierten kleinbürgerlichen Milieu“ einer schwäbischen Kleinstadt. Sein Vater Christian (1876–1969) war kaufmännischer Angestellter in Firmen der örtlichen Textilindustrie und evangelischer Konfession. Kurt Georg Kiesinger wurde katholisch getauft, da seine Mutter Dominika Kiesinger, geb. Grimm (1878–1904) Katholikin war. Sie starb ein halbes Jahr nach seiner Geburt. Deren Mutter übte einen starken Einfluss aus: Kiesinger wurde von seiner Großmutter sehr gefördert, während Vater und Stiefmutter seinem Fortkommen eher gleichgültig gegenüberstanden. Nach einem Jahr verheiratete sich der Vater mit Karoline Victoria Kiesinger, geb. Pfaff, neu. Sie bekamen sieben Kinder, von denen Kiesingers Halbschwester Maria ein Jahr nach ihrer Geburt verstarb. Pfaff war ebenfalls Katholikin. Kiesinger wurde daher von beiden Konfessionen geprägt und bezeichnete sich selbst später gerne als „evangelischen Katholiken“. Politisch wuchs Kiesinger in einem liberalen demokratisch gesinnten Milieu auf; sein Vater hatte eine liberale Tageszeitung abonniert.
Nach dem Besuch der staatlichen Katholischen Volksschule trat Kiesinger in die einzige weiterführende Schule in Ebingen, die Schlossbergrealschule, ein. Nach dem 1919 bestandenen Abschluss (dem sogenannten Einjährigen-Examen) mit Leistungen knapp über dem Durchschnitt hatte Kiesinger, der weiterkommen wollte, aus finanziellen Gründen nur die Wahl, entweder Priester zu werden oder Lehrer. Weil er ersteres nicht wollte, trat er in das Katholische Lehrerseminar in Rottweil ein, das eine sechsjährige Ausbildung vorsah. In diese Zeit fiel seine kurze Beschäftigung mit Lyrik. Er veröffentlichte – auch politische – Gedichte im Neuen Albblatt und anderen Zeitungen. Die politischen Gedichte beschäftigen sich unter anderem mit der Situation des neuen Weimarer Staates. Im Gedicht Jahreswende geißelte Kiesinger am 30. Dezember 1922 die „Feinde“ Deutschlands, die „an den Ecken des Reiches reißen“ und ihm „Milliardenschulden“ im Vertrag von Versailles „auf den Rücken häufen“. Kiesinger ließ dabei nicht erkennen, ob er den militärischen Zusammenbruch Deutschlands wahrgenommen hatte. Später verfasste Kiesinger die Gedichtsammlung Wallfahrt zu Gott mit 26 Gedichten, die von seinem Förderer Haux (s. u.) veröffentlicht wurde.
Das Schulgeld konnte der Vater nur bis zur Inflation 1923 aufbringen, dann erhielt Kiesinger zeitweise ein Stipendium. Danach arbeitete Kiesinger in den Sommerferien in einer Textilfabrik, um das Geld für seine Ausbildung zu verdienen. Dabei freundete sich der Besitzer der Textilfabrik, Friedrich Haux, ein liberal gesinnter Unternehmer, mit dem jungen Studenten an und förderte fortan sein Fortkommen. Dank dieser Hilfe konnte Kiesinger ab 1925, nach Erlangung des Abschlusses des Lehrerseminars, welches nur als eingeschränkte Hochschulreife galt, unter Anwendung einer Sonderregelung an der Eberhard Karls Universität Tübingen Philosophie und Geschichte studieren.
Im April 1925 konnte der 21-jährige Kiesinger bei der Reichspräsidentenwahl zum ersten Mal wählen. Er wählte nicht den Demokraten, den Zentrumspolitiker Wilhelm Marx, sondern Paul von Hindenburg. Kiesinger hatte sich nach Gasserts Einschätzung zu diesem Zeitpunkt mit dem nationalkonservativen Lager identifiziert, „vielleicht um erneut seine Unabhängigkeit zu beweisen“.
Da das Studium der Pädagogik Kiesinger nicht befriedigte, bemühte er sich, das Abitur nachträglich zu erwerben. Dafür war als Errungenschaft der Revolution 1918/1919 eine Ergänzungsprüfung in Tübingen eingerichtet worden, zu deren Vorbereitung Kurse an der Universität veranstaltet wurden. Neben diesen Kursen hörte Kiesinger auch andere Vorlesungen. „Außergewöhnlichen Eindruck“ hinterließ der Historiker Johannes Haller. Dieser war ein kompromissloser Gegner der Weimarer Republik und ein früher Unterstützer des Nationalsozialismus. Im Oktober 1926 legte Kiesinger an einem Gymnasium in Tübingen die externe Abiturprüfung ab. Schon 1925 war Kiesinger in die katholische Studentenverbindung KStV Alamannia Tübingen im KV eingetreten.
1926 wechselte Kiesinger, den es in die Großstadt zog, nach Berlin, um Rechts- und Staatswissenschaften zu studieren. In Berlin trat Kiesinger der ebenfalls zum KV gehörenden Studentenverbindung KStV Askania Berlin bei. Diese Verbindungen waren nichtschlagende Verbindungen, sie bejahten die Demokratie und unterstützten die Weimarer Republik. Es gab häufiger Vortragsabende, auf denen politische, soziale und auch literarische Themen abgehandelt wurden. Diese organisierte bald der neu eingetretene Kiesinger. Er war ein guter Redner und hielt manche dieser Vorträge. Schon im Sommersemester 1927 wurde er zum Senior der Askania gewählt.
Kiesinger lernte im Rahmen der Askania häufiger sehr bekannte katholische demokratische Politiker kennen, die vorwiegend Mitglieder des Zentrums und Alte Herren der Verbindung waren. Dazu gehörten der ehemalige Präsidentschaftskandidat und mehrfache Reichskanzler Wilhelm Marx, der Oberbürgermeister von Köln Konrad Adenauer, der ehemalige Reichsjustizminister Erich Emminger, der preußische Staatssekretär Aloys Lammers, dessen Bruder, der Industrieverbandsfunktionär Clemens Lammers, und der Politiker Hermann Pünder. Es gab aber auch Republikfeinde und den Nationalsozialisten nahestehende Politiker unter den Alten Herren. Einer, der die jungen Askanier sehr beeinflusste, war der Vater eines Kommilitonen, der tiefgläubige, rechtskonservative Katholik und Geschichtsprofessor Martin Spahn, der – bis 1921 Zentrumsmitglied – der antidemokratischen und antisemitischen Deutschnationalen Volkspartei (DNVP) angehörte und gegen Ende der Weimarer Republik zum Nationalsozialismus tendierte. Spahn gilt als einer der wichtigsten Brückenbauer vom Katholizismus zum Nationalsozialismus.
1931 schloss Kiesinger sein Erstes Staatsexamen mit einer sehr guten Note ab. Damit wurde er im Mai 1931 in seiner Verbindung zu einem „Alten Herrn“. Danach begann Kiesinger sein – damals unvergütetes – Referendariat am Amtsgericht Köpenick. Da sein Förderer Friedrich Haux mittlerweile verstorben war, musste Kiesinger sich eine Geldquelle suchen. Die fand er, indem er wegen seiner guten Kenntnisse als Repetitor tätig wurde, also Jurastudenten durch Abhalten von Repetitorien auf juristische Prüfungen vorbereitete. Den Unterricht veranstaltete er entweder vor seinem Dienst am Morgen oder abends.

### Kiesinger im Nationalsozialismus
Der Einfluss Spahns bewirkte gegen Ende der 1920er Jahre einen Rechtsruck innerhalb des KV und unter den Askania-Studenten, die  mehr und mehr zu Republikgegnern wurden. Gleichzeitig wurde das Prinzip, der katholischen Konfession anzugehören, immer mehr verwässert. Kiesinger selbst hatte das Politische Kolleg von ihm zeitweise noch während seines Studiums in Berlin besucht. Dort versuchte Spahn, die teilnehmenden Studenten nach seinen rechtskonservativen Vorstellungen zu indoktrinieren. Bei den dann auftretenden Konflikten zwischen der Altherrenschaft (die diese Entwicklung ablehnte) und den aktiven Studenten verteidigte Kiesinger diese Entwicklung „nach rechts“.
Kiesinger lernte durch Vermittlung eines adeligen Freundes, mit dem er die erste Referendarstation in Köpenick absolvierte, einige rechtsaußenstehende Adelige kennen, die sich mit anderen im Deutschen Herrenklub zusammengefunden hatten, und wurde Mitglied dieses „berüchtigten, hochreaktionären“ Vereins. Ab 1931 machte sich die Aktivitas der Askania immer mehr nationalsozialistisches Gedankengut zu eigen. Im Dachverband der Askania, dem Kartellverband KV, gab es zu dieser Zeit Diskussionen um einen Eintritt in die NSDAP, der allerdings noch im Sommer 1932 für Mitglieder des KV und auch der Askania als unakzeptabel bezeichnet wurde.

#### Mitglied in der NSDAP
Nach der Machtergreifung wurde dieser Beschluss über die Unvereinbarkeit von NSDAP-Mitgliedschaft und katholischer Verbindung auf einer Tagung des Kartellverbandes am 23. April 1933 wieder aufgehoben. Kiesinger gehörte zu den jungen Akademikern, die „angesteckt von der NS-Ideologie, von einer starken Deutschtümelei und einem starken Nationalbewusstsein infiziert waren und sich begeistert den Nationalsozialisten anschlossen“.
Kiesinger – zu dieser Zeit noch Referendar und Repetitor – trat zum 1. Mai 1933 in die NSDAP ein (Mitgliedsnummer 2.633.930). Er trat auch in das NSKK ein. Zu seinen Beweggründen für den Beitritt äußerte Kiesinger sich später verschiedentlich. In seinen Memoiren gibt er an, er habe Exzesse verhüten wollen, und sei in die NSDAP eingetreten, um ihre Ideologie zu verändern. Er schreibt weiterhin, dass sein Motiv am Anfang gewesen sei, der antisemitischen „Rassenpropaganda entgegenzuwirken“. Sein Biograph Gassert erachtet das als unglaubwürdig.
Nach eigenen Angaben vernahm Kiesinger nach seinem Aufnahmeantrag nichts über seine Parteimitgliedschaft, bis ihn im Juni 1934 sein Zellenleiter auf die Mitgliedschaft ansprach, so dass Kiesinger seine Beiträge ab Juni 1934 zahlte. Zusätzlich fungierte Kiesinger noch einige Zeit im Zeitraum 1939 bis 1940 als Blockwart für die NSDAP. Es sind außer einer Angabe Kiesingers keine weiteren Unterlagen darüber vorhanden.

#### Studentischer Funktionär
Am 8. Juli 1933 veröffentlichte die nationalsozialistisch beherrschte Deutsche Studentenschaft, die mittlerweile die Oberhoheit über alle Studenten für sich beanspruchte, einen Erlass zur Steuerung der Entwicklung der Verbindungen. Drei neue Regelungen sollten für die Verbindungen gelten. Erstens müsse bei den Verbindungen ein Korporationsführer eingesetzt werden. Dieser solle den Senior der Alten Herren und der aktiven Studenten (Aktivitas) einsetzen. Nicht erwähnt, weil für selbstverständlich gehalten, wurde dabei, dass dieser Korporationsführer ein Nationalsozialist sein sollte. Zweitens solle die arische Abstammung von Neumitgliedern auf drei Generationen zurück überprüft werden. Bei den bestehenden Mitgliedern sollten die Bestimmungen des Gesetzes zur Wiederherstellung des Berufsbeamtentums angewandt werden. Die Anwendung des Erlasses, die in den Händen der jeweiligen Verbindung lag, führte zum Ausschluss der nach dem Gesetz als jüdisch geltenden Mitglieder.
Zum Korporationsführer der Askania wurde am 28. Juli 1933 Kurt Georg Kiesinger berufen. Mit dem Einsatz eines NSDAP-Mitgliedes aus den eigenen Reihen begann die Askania ihre Selbstgleichschaltung. Der Historiker Gassert ist der Meinung, dass Kiesinger deswegen ernannt wurde, weil er ein guter Kompromisskandidat zwischen der eher demokratisch gesinnten Altherrenschaft und den eher nationalsozialistisch gesinnten Jungen gewesen sei. Kiesinger umgab sich mit einem Beraterstab aus aktiven Mitgliedern, zu dem auch Franz-Josef Spahn gehörte, der die Schriftleitung einer neu gegründeten Zeitschrift übernahm, der „Askanenblätter“. In der ersten Nummer der Zeitschrift, die am 22. September 1933 erschien, wurde ein Artikel Kiesingers veröffentlicht, der sich mit der Zukunft der Verbindung im nationalsozialistischen Deutschland beschäftigte. Kiesinger begrüßte in diesem „deutschtümelnden“ Artikel die Entwicklung Deutschlands zur Diktatur. Die Herstellung der Einheit des deutschen Volkes bezeichnete er als den „Sinn des gegenwärtigen geschichtlichen Geschehens“. Damit war die Annexion der im Ersten Weltkrieg verlorenen Gebiete und die Vereinigung mit Österreich gemeint. Kiesinger meinte weiter, dass die Entscheidung über den Fortbestand der katholischen Verbindungen allein die Angelegenheit des Führers Adolf Hitler sei.
Dieser Text wurde wie andere Texte auch und das Wissen über Kiesingers Rolle als Korporationsführer im Jahr 1933 zu Lebzeiten Kiesingers von der Verbindung Askania und auch von Kiesinger geheim gehalten, weil er peinliche Erinnerungen für Kiesinger und die Askania weckte. Er wurde 2002  bei den Arbeiten des Berliner Historikers  Michael F. Feldkamp gefunden, als dieser die Archive der Askania und andere durchsuchte, um eine Festschrift zum 150-jährigen Bestehen der Askania zu verfassen. Weitaus spektakulärer als dieser Artikel war ein Formular, das den ersten Askanenblättern vom 22. September 1933 beigelegt war. Es handelte sich nämlich um einen Fragebogen zur Feststellung der arischen Abstammung aller aktiven Mitglieder der Askania und auch der Altherrenschaft. Sie sollten zum einen über ihr Engagement in dem Studentenverein, Militärdienst, Kriegsauszeichnungen, Frontkämpferstatus, Mitgliedschaft der NSDAP mit Mitgliedsnummer, SA, SS, Stahlhelm Auskunft geben. Zum anderen wurde nach der Religionszugehörigkeit der Mitglieder und ihrer Vorfahren bis drei Generationen zurück gefragt. In einem Zeitraum von drei Wochen sollte dieser Fragebogen ausgefüllt an die private Adresse des Korporationsführers Kiesinger geschickt werden. „Entschuldigend“ gab Kiesinger in der nächsten Nummer der Askanenblätter im Februar 1934 an, dass er den Inhalt des Fragebogens vor seiner Versendung nicht zu sehen bekommen und nicht genehmigt habe. Was ihm an dem Fragebogen nicht gefiel, erläuterte Kiesinger nicht. Es ist auch nicht bekannt, ob dieser Fragebogen zurückgenommen wurde. Der Historiker Gassert meint, dass Kiesinger für diesen Fragebogen nicht direkt persönlich verantwortlich gemacht werden könne. Allerdings sei Kiesinger auch nicht unter Protest von seinem Posten zurückgetreten.
Kiesinger betrieb die Gleichschaltung weiter. Auch die Askanier mussten zwangsweise einen Teil ihrer Immobilie Wohnkameradschaften zur Verfügung stellen. Am 31. Januar 1934 wurde im Dachverband KV das Prinzip der katholischen Religionszugehörigkeit aufgehoben. Einige katholische Verbindungen traten daraufhin aus diesem aus oder lösten sich auf. Kiesinger sorgte dafür, dass die Religionsfreiheit in der Askania akzeptiert wurde und dass sich seine Verbindung nicht auflöste. Mit zunehmendem Einfluss der NSDAP im Dritten Reich wurden die Einschränkungen für alle Verbindungen immer größer. 1935 wurden allein im Kartellverband der katholischen Verbindungen 105 Studentenverbindungen verboten. Die einzelnen Mitglieder einer Verbindung mussten berufliche Nachteile befürchten. Daher löste sich am 15. Januar 1937 die Aktivitas der Askania auf. Der Altherrenverband musste sich 1938 auflösen.

#### Anwaltstätigkeit und Repetitor
Die Mordaktionen in der Folge des sogenannten Röhmputsches vom 30. Juni 1934 öffneten Kiesinger laut eigener Darstellung die Augen über den Unrechtscharakter des Regimes.
Im Oktober 1934 bestand er sein Examen mit „sehr gut“. Daraufhin erhielt er von dem Vizepräsidenten des Kammergerichts das attraktive Angebot für einen Richterposten verbunden mit der Leitung der Referendarkurse.  Kiesinger lehnte es nach eigenen Angaben ab, in die Dienste dieses verbrecherischen Staates einzutreten. Stattdessen ließ er sich als Rechtsanwalt am Berliner Kammergericht nieder und baute sein Angebot an Repetitorien aus, das er die ganze Referendariatszeit nebenbei weitergeführt hatte. Kiesinger trat – für einen Juristen damals ungewöhnlich – nicht in den einflussreichen Bund Nationalsozialistischer Deutscher Juristen, später NS-Rechtswahrerbund (NSRB), ein, der auch die Verteilung von Mandaten an Rechtsanwälte regelte.
Über Kiesingers Verteidigertätigkeit ist wenig bekannt. In zwei dokumentierten Fällen vertrat er Personen, die von der Gestapo verfolgt wurden. Kiesinger konnte ihnen helfen, weil er durch seine Mitgliedschaft in der NSDAP eine gewisse Art Macht besaß, die seine Mandanten schützte.

#### Angehöriger des Auswärtigen Amtes
Als er im Jahr 1940 seinen Gestellungsbefehl erhielt, entschloss er sich, um dem Dienst in der Wehrmacht zu entgehen, eine Stellung im Auswärtigen Amt unter von Ribbentrop anzunehmen. Diese Anstellung vermittelte ihm sein Schüler Karl-Heinz Gerstner. Kiesinger stieg dort bis zum stellvertretenden Leiter der Rundfunkpolitischen Abteilung auf, die für die Überwachung und Beeinflussung des ausländischen Rundfunks zuständig war. Unter anderem war er für die Verbindung zum Reichspropagandaministerium von Joseph Goebbels zuständig, mit dem seine Abteilung Kompetenzstreitigkeiten hatte.
Entgegen seinem Dementi im Jahre 1947 wurde Kiesinger im Geschäftsverteilungsplan des Auswärtigen Amtes als stellvertretender Leiter der Rundfunkpolitischen Abteilung geführt. Laut Philipp Gassert war er der einzige Wissenschaftliche Hilfsarbeiter (WHA), der es während des Zweiten Weltkrieges in diese Position „im Range eines Ministerialdirigenten“ schaffte und damit eine Stellung „direkt unter der politischen Führungsebene“ innehatte. Nach dem Geschäftsbericht 1943 des Amtes war Kiesinger Leiter der Referate Ru A („Referat Rundfunkeinsatz: internationale Rundfunkbeziehungen und rundfunkrechtlich-technische Rundfunkangelegenheiten“) und Ru B („Allgemeine Propaganda, Koordinierung der Arbeit der Länderreferate, Verbindungsmann zum Propagandaministerium“).
Später wurde, besonders zu seiner Zeit als Bundeskanzler, seine zumindest anfängliche Zustimmung zur Machtübernahme der Nationalsozialisten sowie seine Karriere im Staatsapparat ab 1940 kritisiert. Er selbst beschrieb seine Unterstützung des NS-Regimes später als „nicht aus Überzeugung, nicht aus Opportunismus“, wichtige Ziele der Bewegung seien ihm nicht verwerflich erschienen. Den Judenhass der Bewegung habe er nicht geteilt, aber auch „nicht als ernsthafte Gefahr“ betrachtet.
Für ihn sprach ein 1966 aufgetauchtes, aus den Washingtoner National Archives stammendes auf den 7. November 1944 datiertes Dokument, das in den Besitz des Nachrichtenmagazins Der Spiegel gelangte. Das Dokument zeigt, dass Kiesingers damalige Mitarbeiter Ernst Otto Dörries und Hanns Dietrich Ahrens ihn Ende 1944 beim Reichssicherheitshauptamt der SS denunzierten:

„In der Rundfunkpolitischen Abteilung des Auswärtigen Amtes […] ist es der frühere Verbindungsmann der Abteilung zum Pro[paganda]mi[nisterium] und jetzige stellvertretende Abteilungsleiter Kiesinger, der nachweislich die antijüdische Aktion hemmt.“

### Entnazifizierung und Eintritt in die CDU Württembergs

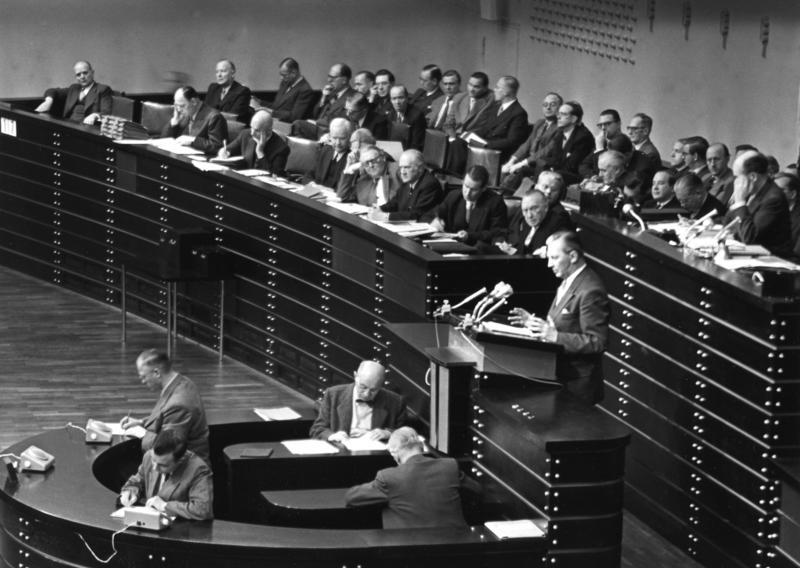
Erste Lesung der Pariser Verträge, Bonn 1954

Am 30. April 1945 wurde Kiesinger in Benediktbeuern von der amerikanischen Besatzungsmacht verhaftet, weil er in der NSDAP gewesen und verdächtig war, zu den nationalsozialistischen Funktionären gehört zu haben, ohne dass eine konkrete Schuldvermutung vorlag. Kiesinger hatte den Amerikanern zuerst keine Auskünfte zur Person gegeben, so konnte er fälschlicherweise verdächtigt werden, Zuträger des SD gewesen zu sein. Kiesinger saß 18 Monate lang in verschiedenen Internierungslagern in Haft, zum Schluss im Lager 74 in Ludwigsburg. Am 17. September 1946 wurde Kiesinger aus der Haft entlassen und verzog nach Scheinfeld (Mittelfranken), dem Wohnsitz seiner Schwiegereltern, wo sich auch Frau und Kinder befanden. Danach durchlief Kiesinger das deutsche Entnazifizierungsverfahren.
Zunächst wurde er als ehemaliges NSDAP-Mitglied als Mitläufer eingestuft. Im Jahr 1948 entlastete ihn auf sein Betreiben ein Spruchkammergericht vollständig. Anschließend begann er eine Tätigkeit als Rechtsanwalt in Tübingen und Würzburg.
1946 gründete Kiesinger wieder ein Repetitorium für Jurastudenten, diesmal an der Universität Würzburg. 1947 wurde er ehrenamtlicher Landesgeschäftsführer der CDU Württemberg-Hohenzollern.

### Bundestagsabgeordneter 1949 bis 1959
Von 1949 bis zum 19. Februar 1959 und noch einmal von 1969 bis 1980 war Kiesinger Mitglied des Deutschen Bundestags. Er vertrat in seinen ersten Legislaturperioden den Wahlkreis Ravensburg, in dem er jeweils Rekordergebnisse von über 70 Prozent erzielte, ab 1969 den Wahlkreis Waldshut. Zur Bundestagswahl 1976 verzichtete Kiesinger auf einen eigenen Wahlkreis und zog über die baden-württembergische Landesliste seiner Partei ins Parlament ein. In den ersten beiden Legislaturperioden (1949–1957) war er Vorsitzender des Vermittlungsausschusses von Bundestag und Bundesrat. Am 19. Oktober 1950 erhielt Kiesinger bei der Wahl zum Bundestagspräsidenten 55 Stimmen gegen seinen Parteifreund Hermann Ehlers (201 Stimmen), obwohl er nicht vorgeschlagen worden war. Vom 17. Dezember 1954 bis zum 29. Januar 1959 war er Vorsitzender des Bundestagsausschusses für auswärtige Angelegenheiten, dem er seit 1949 angehörte.
Kiesinger galt als exzellenter Redner, was ihm den Spitznamen „König Silberzunge“ einbrachte. In den 1950er-Jahren unterstützte Kiesinger die Außenpolitik Adenauers. Seine Debatten mit dem ebenso redegewandten Fritz Erler von der SPD schrieben Parlamentsgeschichte.
Kiesinger suchte Schnittmengen mit der SPD. Bei der Wahl des Bundespräsidenten Theodor Heuss, auf den sich Adenauer mit der FDP geeinigt hatte, trat Kiesinger für eine Konsenslösung mit der SPD ein. 1950 wurde auf sein Betreiben ein interfraktioneller Ausschuss eingesetzt, der bei der Schaffung des Bundesverfassungsgerichts maßgeblich zur Einigung zwischen Koalition und Opposition beitrug. Auch vor diesem Hintergrund ist sein Vorsitz im Vermittlungsausschuss zu verstehen.
Von 1954 bis 1957 war Kiesinger Vorsitzender der Deutschen Parlamentarischen Gesellschaft e. V. Vom 1. Juli 1956 bis zum 19. März 1958 gehörte er auch dem Europaparlament an. Außerdem war er von 1955 bis 1959 Vizepräsident der parlamentarischen Versammlung des Europarates, 1957/58 dort gleichzeitig Fraktionsvorsitzender der EVP-Fraktion, und in der parlamentarischen Versammlung der WEU 1956 bis 1958 Vorsitzender der Fraktion der Christlichen Demokraten und britischen Konservativen.
1949 wurde Kiesinger zum nichtrichterlichen Mitglied des Staatsgerichtshofs für das Land Württemberg-Hohenzollern gewählt, konnte wegen seiner Abgeordnetentätigkeit aber nicht an Sitzungen des Gerichts teilnehmen.

### Ministerpräsident 1958 bis 1966

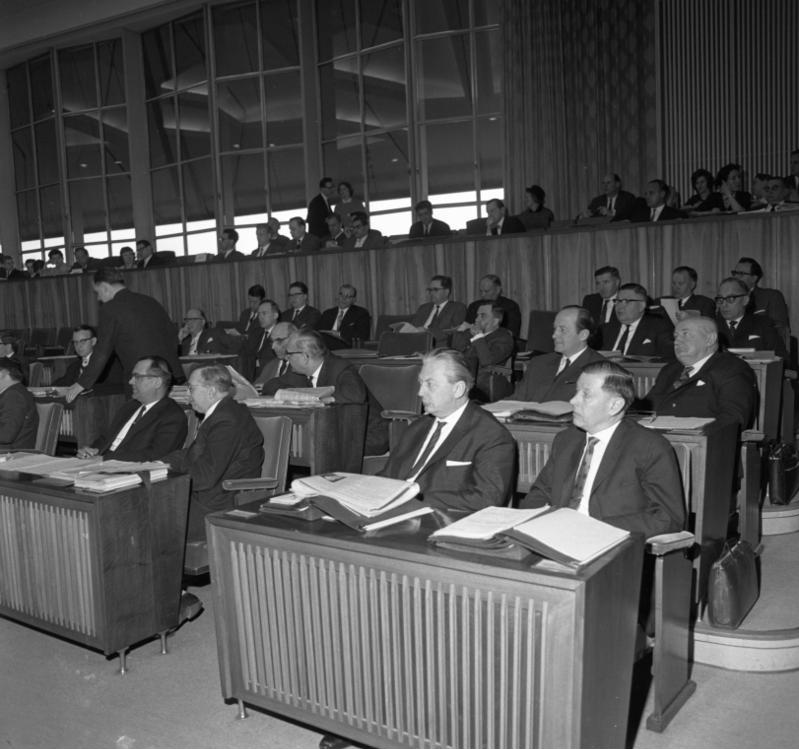
Kiesinger im April 1962 während einer Sitzung des Bundesrates

Vom 17. Dezember 1958 bis zum 30. November 1966 war er Ministerpräsident von Baden-Württemberg als Nachfolger von Gebhard Müller, der als Präsident an das Bundesverfassungsgericht nach Karlsruhe ging. In jener Zeit gehörte Kiesinger auch als Abgeordneter dem Landtag von Baden-Württemberg (1960–1966) an. Als Universitätsgründer (Konstanz, Ulm) ging Kiesinger in die Landesgeschichte ein.
Schon als in den Jahren 1950/1951 um die Gründung des Südweststaates gekämpft wurde, war Kiesinger ein entschiedener und entscheidender Vorkämpfer des neuen Landes, das aus drei Nachkriegsländern im deutschen Südwesten gebildet wurde. Trotzdem wurde es allgemein als überraschend empfunden, dass Kiesinger 1958 die Bundespolitik verließ. Ein wichtiger Grund für seinen Wechsel war, dass er nach der Bundestagswahl 1957 in Bonn keinen Ministerposten bekam und er damit in seinem Amt als Ministerpräsident eine Möglichkeit sah, seine Fähigkeiten auf höherer Ebene als der eines Bundestagsabgeordneten unter Beweis zu stellen.
In der Anfangszeit der Bundesrepublik waren auf Länderebene übergroße Koalitionen nicht unüblich, und so führte Kiesinger bis 1960 eine Koalition aus CDU, SPD, FDP/DVP und BHE an, von 1960 bis 1966 dann aber eine CDU-FDP-Koalition, mit der SPD und dem BHE in der Opposition. Als Ministerpräsident war er vom 1. November 1962 bis zum 31. Oktober 1963 Bundesratspräsident. Von 1963 bis 1966 war er zudem Bevollmächtigter der Bundesrepublik Deutschland für kulturelle Angelegenheiten im Rahmen des Vertrags über die deutsch-französische Zusammenarbeit. Nach Kiesingers Wahl zum Bundeskanzler 1966 wurde der bisherige Innenminister Hans Filbinger neuer Regierungschef in Stuttgart.

### Bundeskanzler 1966 bis 1969
Am 27. Oktober 1966 zog die FDP nach einer Auseinandersetzung über den Bundeshaushalt ihre vier Minister aus der Regierung von Ludwig Erhard zurück. Obwohl Erhard noch immer Bundeskanzler und auch CDU-Vorsitzender war, beschloss die CDU/CSU-Bundestagsfraktion, einen neuen Kanzlerkandidaten zu wählen, der die Regierungskrise überwinden sollte.

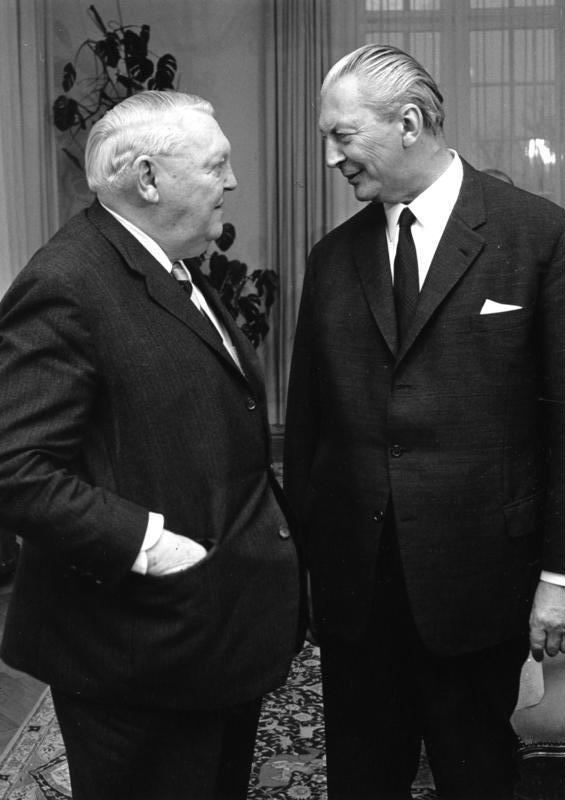
Wenige Tage vor dessen Rücktritt mit Kanzler Erhard (links), 25. November 1966

Am 10. November setzte sich Kiesinger im dritten Wahlgang gegen Bundesaußenminister Gerhard Schröder und den CDU/CSU-Fraktionsvorsitzenden Rainer Barzel durch. Bundestagspräsident Eugen Gerstenmaier hatte zugunsten Kiesingers verzichtet.
Kiesingers Verhandlungen mit dem bisherigen Koalitionspartner FDP zwecks Regierungsbildung scheiterten am 25. November. Stattdessen konnten Kiesinger und der SPD-Vorsitzende Brandt am 26. November die Einigung zu einer großen Koalition vermelden; bis dahin hatte es teils fundamentale Meinungsunterschiede zwischen Union und SPD zu grundsätzlichen Richtungsentscheidungen gegeben. Nach dieser Einigung trat Erhard am 30. November zurück.
Kiesinger wurde am 1. Dezember 1966 Bundeskanzler der ersten Großen Koalition auf Bundesebene, er erhielt dabei 340 der 447 Stimmen der Koalitionsfraktionen. Mit 68,5 Prozent der 496 Abgeordneten war dies das prozentual gesehen zweitbeste Ergebnis aller Kanzlerwahlen der Nachkriegszeit in Deutschland, erst Angela Merkel erhielt 2013 ein besseres Ergebnis. Allerdings hatte es insgesamt 109 Nein-Stimmen gegeben, obwohl die oppositionelle FDP nur 49 Abgeordnete hatte. Mögliche Gründe dafür waren Vorbehalte von Sozialdemokraten gegenüber der Koalition an sich, aber auch gegenüber der Person des Kanzlers (eines ehemaligen NSDAP-Mitglieds) sowie gegenüber Franz Josef Strauß. Konrad Adenauer lehnte Kiesinger wegen „mangelnder Durchsetzungsfähigkeit“ ab.
Da Kiesinger bis zu seiner Wahl zum Bundeskanzler Ministerpräsident von Baden-Württemberg gewesen war, hatte er – bis heute einmalig unter den deutschen Bundeskanzlern – während seiner Kanzlerschaft kein Mandat als Mitglied des Bundestages inne und war daher bei Sitzungen des Bundestages zwar teilnahme- und rede-, aber nicht stimmberechtigt.
Die Große Koalition vereinte Politiker mit sehr widersprüchlichen Karrieren und Charakteren. Neben Kiesinger und Verteidigungsminister Gerhard Schröder war auch (wie später bekannt wurde) der SPD-Wirtschaftsminister Karl Schiller ehemaliges NSDAP-Mitglied, Finanzminister Franz Josef Strauß war im Krieg Offizier der Wehrmacht und Offizier für wehrgeistige Führung und hatte sich noch kurz zuvor an Verleumdungskampagnen gegen den jetzigen SPD-Außenminister Willy Brandt beteiligt; dieser selbst war einst SAP-Mitglied und Herbert Wehner sogar Führungsmitglied der KPD gewesen.
Kiesinger war nicht zuletzt als „wandelnder Vermittlungsausschuss“ gefordert. Der damals noch inoffizielle Koalitionsausschuss hieß „Kressbronner Kreis“, benannt nach der Gemeinde Kressbronn am Bodensee, einem Urlaubsort Kiesingers.

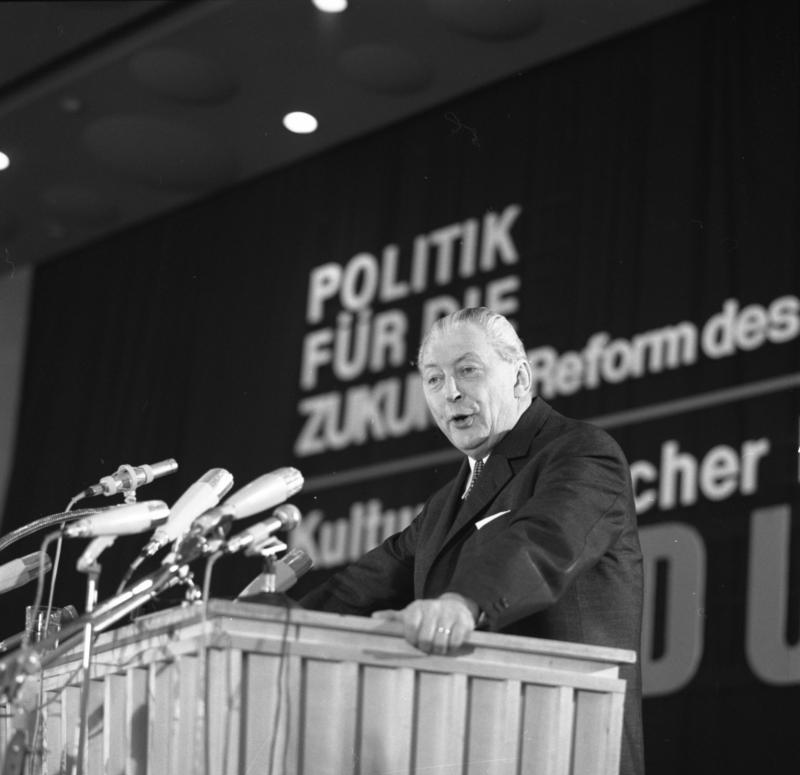
Auf einem CDU/CSU-Kongress im März 1969

Trotz interner Reibereien dauerte die Koalition nicht nur bis zu den Wahlen 1969 fort, sondern konnte auch fast alle angekündigten Vorhaben in ihren drei Jahren umsetzen. Darunter waren so umstrittene und lang umkämpfte Vorhaben wie die Notstandsgesetze. Auch die seit Jahren federführend von FDP-Justizministern vorbereitete Große Strafrechtsreform wurde beschlossen. Weitere Neuerungen im Rahmen seiner Kanzlerschaft waren die Einigung über die Lohnfortzahlung im Krankheitsfall, das Stabilitätsgesetz und die Schaffung der Gemeinschaftsaufgaben. Einzig die geplante Einführung des Mehrheitswahlsystems für die Bundestagswahlen scheiterte an Meinungsverschiedenheiten zwischen den Koalitionspartnern, vor allem am Widerstand der SPD-Basis.
Als prägend für die Regierungsarbeit der Koalition galten die Fraktionsvorsitzenden Helmut Schmidt (SPD) und Rainer Barzel (CDU/CSU). In der Öffentlichkeit waren neben dem Kanzler und dem Außenminister die Minister Karl Schiller und Franz Josef Strauß („Plisch und Plum“) besonders bekannt. Die konjunkturelle Erholung der Wirtschaft ermöglichte ihnen die Sanierung des öffentlichen Haushalts. Unter Kiesinger ließ Willy Brandt von der Öffentlichkeit weitgehend unbemerkt von seinem langjährigen Vertrauten und nunmehrigen Ministerialdirigenten und Leiter des Politischen Planungsstabes im Auswärtigen Amt Egon Bahr die „neue Ostpolitik“ im Detail vorbereiten. 1968 gab Kiesinger vor dem Bundestag den ersten Bericht zur Lage der Nation im gespaltenen Deutschland ab und begründete damit eine Tradition, die bis zur Wiedervereinigung 1990 anhielt.
1967 wurde der Kanzler auch Parteivorsitzender der CDU und blieb dies bis 1971. Mit dem Heranrücken der Bundestagswahlen verschlechterte sich das Koalitionsklima. Hauptstreitpunkt wurde die Frage einer möglichen DM-Aufwertung, die Wirtschaftsminister Schiller forderte, Finanzminister Strauß und Kanzler Kiesinger dagegen entschieden ablehnten. Im Wahlkampf konzentrierte sich Kiesinger auf das Beschwören kommunistischer Gefahr. Bekannt wurde in dem Zusammenhang sein Ausruf: „Ich sage nur China, China, China!“
Im Oktober 1968 besuchte Kiesinger die faschistischen Diktatoren Portugals und Spaniens, Caetano und Franco. „Ich bin glücklich, daß ich in hohem Maße mit Ihrer Auffassung übereinstimme“ soll er seinem portugiesischen Gastgeber erklärt haben und den Ausbau der militärischen Zusammenarbeit mit der Diktatur vereinbart haben. Zu seinem Besuch in Madrid soll er erklärt haben: „Bei Franco hat mich die präzise Analyse und die Klarheit seiner Gedanken beeindruckt.“
Die Bundestagswahl im September 1969 brachte für Kiesinger eine schwere Enttäuschung. Die CDU/CSU wurde zwar trotz leichter Verluste wieder stärkste Kraft (46,1 %) und verfehlte nur knapp die absolute Mehrheit, aber die SPD erhöhte ihren Stimmenanteil auf 42,7 % und konnte zusammen mit der FDP (5,8 %) eine neue Regierung bilden; ihr Vorsitzender Willy Brandt wurde als erster SPD-Bundeskanzler Kiesingers Nachfolger. Kiesinger versuchte noch, die FDP von der Bildung der sozialliberalen Koalition abzuhalten, indem er ihr eine langfristige Absprache anbot, die auch eine Garantie gegen jegliche Wahlrechtsänderungen enthalten sollte. Als dies nicht fruchtete und die FDP eine Koalition mit der SPD einging, zeigte er sich enttäuscht und kündigte an, die CDU werde versuchen, zukünftig aus allen Landtagen „diese Partei herauszukatapultieren, die sich jetzt als Schlüsselfigur in der Bundesrepublik betätigt“. Damit schädigte er sein Ansehen erheblich. Seine Amtszeit mit knapp drei Jahren ist die kürzeste aller bisherigen Bundeskanzler; auch war er der bislang einzige Bundeskanzler, der nie durch eine gewonnene Bundestagswahl direkt legitimiert wurde. CDU und CSU mussten erstmals in der Geschichte der Bundesrepublik in die Opposition, erst im Oktober 1982 stellten sie mit Helmut Kohl wieder einen Bundeskanzler.

#### Diskussion über Kiesingers NS-Vergangenheit
Vor allem die Studentenbewegung, aber auch andere Teile der Bevölkerung sahen in Kiesinger einen Politiker, der für unzulängliche deutsche Vergangenheitsbewältigung stand. Der Schriftsteller Günter Grass veröffentlichte 1966 in der FAZ einen offenen Brief an Kiesinger mit dem Appell, dieser solle nicht Kanzler werden. Der Philosoph Karl Jaspers und seine Frau gaben aus Protest gegen Kiesingers Kanzlerschaft ihre deutschen Pässe ab. Ein weiterer prominenter Kritiker war Heinrich Böll.
Der Journalist Conrad Ahlers, der Kiesinger seit 1962 aufgrund von dessen Eintreten für inhaftierte Journalisten während der Spiegel-Affäre verbunden war, ließ ihm zu seiner Entlastung kurz vor der Entscheidung über seine Nominierung zur Kanzlerschaft im November 1966 ein vom November 1944 stammendes Dokument zukommen, das in US-amerikanischen Archiven bei Recherchen für das Buch Der Orden unter dem Totenkopf des Journalisten Heinz Höhne über die Geschichte der SS entdeckt worden war. Ernst Otto Dörries, ein wissenschaftlicher Hilfsarbeiter der Rundfunkpolitischen Abteilung im Auswärtigen Amt, hatte ein auf den 7. November 1944 datiertes Memorandum verfasst, in dem er meinte, eine vermeintliche Verschwörung in verschiedenen NS-Ministerien und -Ämtern aufgedeckt zu haben, und denunzierte darin u. a. Kiesinger, der stellvertretender Abteilungsleiter im Auswärtigen Amt war. Dörries beschuldigte ihn, bestimmte, von Dörries befürwortete antijüdische Propagandaaktionen gehemmt zu haben, und bezichtigte ihn defätistischer Äußerungen. Wen das Memorandum tatsächlich erreicht hat, ist unklar. Offenbar erfuhr Rudolf Brandt, der persönliche Referent des Reichsführers SS Heinrich Himmler, von der Existenz des Memorandums, ohne dass Himmler es gelesen hatte. Kiesinger erfuhr erst im November 1966 von der Denunziation durch Dörries, mit dem er bis dahin nach dem Krieg gelegentlichen Kontakt gehalten hatte. Vor seiner Nominierung zum Bundeskanzler ließ Kiesinger Abschriften des Memorandums an die Mitglieder der Unionsfraktion verteilen, die Dörries’ Namen nicht enthielten und mit einem Deckblatt versehen waren, das den Eindruck erweckte, es handele sich statt eines Denunziationsschreibens an das Reichssicherheitshauptamt um ein „Protokoll des Reichssicherheitshauptamtes“.
Die Diskussion um Kiesingers NS-Vergangenheit erhielt Aufwind, als Beate Klarsfeld Kiesinger am 7. November 1968 auf dem CDU-Parteitag in Berlin in aller Öffentlichkeit eine Ohrfeige gab. Beate Klarsfeld, die deutsche Ehefrau eines Franzosen jüdischer Herkunft, dessen Vater und eine große Anzahl Verwandter von den Deutschen während der NS-Zeit ermordet worden waren, hatte auf Kiesingers NS-Vergangenheit hinweisen wollen, die nach ihrer Meinung der breiten Öffentlichkeit nicht ausreichend bekannt war. Klarsfeld wurde noch am gleichen Tag in einem Schnellverfahren zu einer Gefängnisstrafe von einem Jahr ohne Bewährung verurteilt. Klarsfeld legte Rechtsmittel ein und wollte das Verfahren zu einem Prozess gegen Kiesinger machen. Zur Eröffnung der Berufungsverhandlung brachte sie den französischen Historiker Joseph Billig mit, der sich auf die Geschichte des Dritten Reiches spezialisiert hatte und ihre Vorwürfe gegen Kiesinger untermauern sollte. Daraufhin wurde das Verfahren zunächst auf unbestimmte Zeit verschoben. Im August 1969 wurde Klarsfeld schließlich zu einer Bewährungsstrafe von vier Monaten verurteilt.
In neueren Biographien wird Kiesinger größtenteils von Vorwürfen entlastet, ein überzeugter Nationalsozialist gewesen zu sein. Gleichwohl gilt er bis heute vor allem im linken Lager als prominentes Beispiel für eine unvollständige Aufarbeitung der deutschen Geschichte in der Zeit des Nationalsozialismus. Beispielsweise unterstellte Gregor Gysi 2005 auf einer Pressekonferenz den Abgeordneten von CDU und FDP – mit Anspielung auf Kiesinger – Scheinheiligkeit, als diese Lothar Bisky für das Amt des Bundestagsvizepräsidenten ablehnten.

### Nach 1969

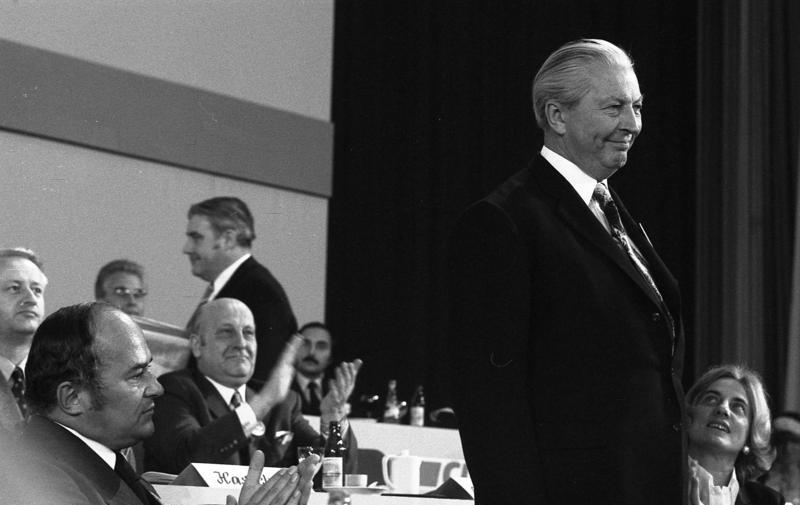
Kiesinger und links von ihm Rainer Barzel, 1972

Von 1969 bis 1980 gehörte Kiesinger erneut als Abgeordneter dem Deutschen Bundestag an. 1971 wurde Kiesinger als CDU-Bundesvorsitzender von Rainer Barzel abgelöst. 1972 begründete er im Bundestag den konstruktiven Misstrauensantrag der Unionsfraktion gegen Willy Brandt. Das darauf folgende konstruktive Misstrauensvotum gegen Brandt mit dem Ziel, den damaligen CDU-Vorsitzenden Rainer Barzel zum Kanzler zu wählen, blieb wegen Bestechung von Julius Steiner und wahrscheinlich Leo Wagner durch die DDR-Staatssicherheit ohne Erfolg. In der achten Legislaturperiode (1976–1980) war Kiesinger nach seinen Parteifreunden Ludwig Erhard und Johann Baptist Gradl der drittälteste Abgeordnete des Bundestages. Danach zog er sich aus der Politik zurück. Von den geplanten Memoiren wurde nur der erste Teil (bis 1958) fertig („Dunkle und helle Jahre“). Die wichtige Zeit als Ministerpräsident und Bundeskanzler fehlt. Nach seinem Tod im Alter von fast 84 Jahren wurde Kiesinger in Stuttgart mit einem Requiem in der Domkirche St. Eberhard und einem Staatsakt auf dem Schlossplatz geehrt.
Er wurde auf dem Stadtfriedhof Tübingen bestattet.

### Familie
Am 24. Dezember 1932 heiratete Kiesinger in Berlin Marie-Luise Schneider (1908–1990). Sie war die Tochter eines Notars und Anwalts in Berlin. Er hatte sie im Februar 1927 beim Rosenmontagsball seiner Studentenverbindung Askania kennengelernt. Aus der Ehe gingen zwei Kinder hervor, Viola (* 1940) und Peter (1942–2023), der Jurist und Kommunalpolitiker (CDU) war.

## Ehrungen und Auszeichnungen (Auszug)

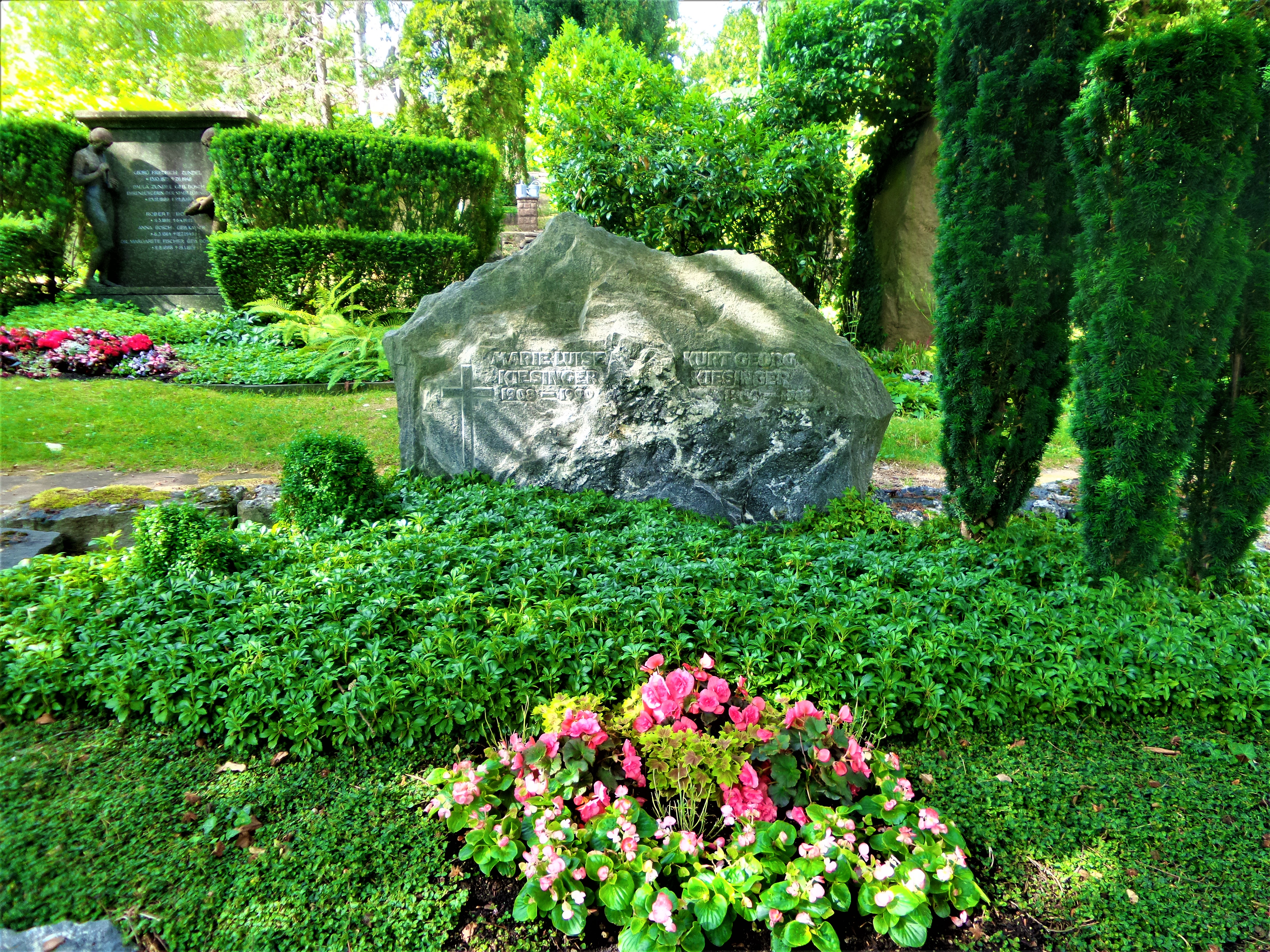
Familiengrab Kiesinger Stadtfriedhof Tübingen (2023)

- Großes Verdienstkreuz mit Stern und Schulterband (1956)
- Großkreuz des Verdienstordens der Italienischen Republik (1957)
- Großkreuz des Verdienstordens der Bundesrepublik Deutschland (1960)[57]
- Großkreuz des Ordens de Isabel la Católica (1964)
- Großkreuz des Ordens Karls III. (1968)
- Großkreuz des Falkenordens (1968)
- Ehrenbürger seiner Heimatstadt Albstadt-Ebingen
- Ehrenvorsitzender der Christlich-Demokratischen Union Deutschlands (1971)[60]
- Verdienstmedaille des Landes Baden-Württemberg (1975)[61]
- Ehrenbürgerwürde der Stadt Konstanz (1976)
- Ehrenbürger von Tübingen (1979)
- „Ehrenbürger“ der Universität Konstanz[62]
- Mehrere Ehrendoktorwürden (Dr. h. c. mult.)
- Kurt-Georg-Kiesinger-Kaserne der Luftwaffe des Hubschraubergeschwaders 64 in Laupheim in Oberschwaben wurde nach ihm benannt

In Deutschland sind viele Straßen nach Kiesinger benannt. In Stuttgart und Albstadt ist jeweils ein Platz nach ihm benannt. Zu seinem 100. Geburtstag im Jahr 2004 gab die Deutsche Post zu seinen Ehren eine Sonderbriefmarke heraus.

## Veröffentlichungen (Auswahl)
- Schwäbische Kindheit. Tübingen 1964.
- Ideen vom Ganzen. Reden und Betrachtungen. Tübingen 1964.
- Stationen 1949-1969, Wunderlich Verlag, Tübingen 1969.
- Die grosse Koalition: 1966–1969 – Reden u. Erklärungen des Bundeskanzlers. Hrsg. von Dieter Oberndörfer, Deutsche Verlags-Anstalt, Stuttgart 1979, ISBN 3-421-01896-0
- Die Stellung des Parlamentariers in unserer Zeit. Stuttgart 1981.
- Der Kampf im Bundestag um den Südweststaat. In: Max Gögler (Hrsg.): Das Land Württemberg-Hohenzollern 1945-1952. Darstellungen und Erinnerungen, Thorbecke, Sigmaringen 1982, S. 404–424, ISBN 3-7995-4045-8.
- Die geistigen Grundlagen der wirtschaftlichen Entwicklung Württembergs. In: Zeitschrift für württembergische Landesgeschichte, Jg. 45 (1986), S. 285–318.
- Dunkle und helle Jahre: Erinnerungen 1904–1958. DVA, Stuttgart 1989, ISBN 3-421-06492-X.